# Lista odcinków serialu animowanego Smerfy
Serial animowany Smerfy składa się z 9 serii, które powstały w latach 1981–1989.
Wersja polska została wykonana w następującej kolejności:
- Odcinki 1–30, 32 zostały zdubbingowane w okresie wrzesień 1987–luty 1988;
- Odcinki 53–76, 78–80 zostały zdubbingowane w okresie październik 1988–luty 1989;
- Brakujące odcinki serii II–III oraz seria IV zostały zdubbingowane około 1990 roku;
- Odcinki 117–153 oraz 205–222 zostały zdubbingowane w latach 1993–1994;
- Odcinki 175–204; 223–224 oraz 231–253 zostały zdubbingowane w latach 1996–1999.

W roku 2006 wykonano nową wersję polską większości odcinków serii 1., 2., oraz 3. (prawdopodobnie ze względu na zniszczenie oryginalnych nagrań starej wersji). W 2010 r. dokończono dubbing serii 6., 8. i 9.
Polską wersję językową opracowały:
- seria 1, kilka odcinków z serii 2 i większość odcinków serii 3 (lata 1987–1989) oraz niektóre odcinki z serii 5–8 (lata 1993–1994) – Studio Opracowań Filmów w Warszawie
- brakujące odcinki z serii 2–3 i seria 4 (ok. 1990 rok) oraz dalsze odcinki z serii 7. i prawie cała seria 9 (lata 1996–1999) – Telewizyjne Studia Dźwięków w Warszawie
- serie 1–3 – nowa wersja (2006) oraz brakujące odcinki z serii 6, 8 i 9 (2010) – Telewizja Polska Agencja Filmowa

Reżyserami polskiej wersji byli:
- seria 1, kilka odcinków z serii 2 i większość odcinków serii 3 (lata 1987–1989) oraz niektóre odcinki z serii 5., 6., 7. i 8. (lata 1993–1994) – Urszula Sierosławska, Miriam Aleksandrowicz
- brakujące odcinki z serii 2–3 i seria 4 (ok. 1990 rok), dalsze odcinki z serii 7. i prawie cała seria 9. (lata 1996–1999) oraz serie 1–3 – nowa wersja (2006) – Andrzej Bogusz.

Telewizja Polska w maju 2005 roku wznowiła emisję od 117 odcinka (sezonu 5.). W emisji pokazano serie 5., 6. (tyle, ile jest w wersji polskiej), połowę 7. (brakowało niektórych odcinków zarówno zdubbingowanych w latach 1993-1994, jak i w 1996 roku.) oraz 9. (brakowało 2. odcinków). Następnie powtórzono serie 5., 6. i 7. (znów niepełną). Od listopada 2006 ponownie emitowane były odcinki z 1. serii z nowym dubbingiem (wersja z 2006). Zostały pokazane także 3 zachowane odcinki ze starej wersji (lata 80.). Potem pokazano 2. serię z nowym dubbingiem, a potem serię 3., z nowym i starym dubbingiem. W marcu 2009 r. TVP wznowiła emisje serialu. Pokazane zostały niewyemitowane poprzednio odcinki serii 1. i 3. w wersji z lat 80.

## Seria 1.
| Numer odcinka dane techniczne | Tytuł polski (wersja z lat 1987-1989)  | Tytuł polski (wersja z 2006 roku)   | Tytuł angielski                    |
| ----------------------------- | -------------------------------------- | ----------------------------------- | ---------------------------------- |
| 1 11/21/1981 8121             | Smerfetka                              | nie wykonano nowej wersji           | The Smurfette                      |
| 2a 11/28/1981 8123A           | Uczeń czarnoksiężnika                  | nie wykonano nowej wersji           | The Smurfs’ Apprentice             |
| 2b 9/12/1981 8102B            | Targowisko próżności                   | nie wykonano nowej wersji           | Vanity Fare                        |
| 3a 9/26/1981 8106A            | Król smerfów                           | Król Smerf                          | King Smurf                         |
| 3b 9/12/1981 8102A            | Dowcipy Zgrywusa                       | Sposób na Zgrywusa                  | Jokey’s Medicine                   |
| 4 9/12/1981 8101              | Smerfonauta                            | Astrosmerf                          | The Astrosmurf                     |
| 5 9/19/1981 8103              | Smerfy i smok                          | Smerfy i smok                       | St. Smurf And The Dragon           |
| 6a 9/19/1981 8104B            | Czarnoksiężnik Smerf                   | Czarodziej Smerf                    | Sorcerer Smurf                     |
| 6b 9/19/1981 8104A            | Złośliwy duch                          | Magiczny Dżin Min                   | The Magical Meanie                 |
| 7 9/26/1981 8106B             | Straszliwe ptaszysko w krainie smerfów | Smerfy i straszliwy ptak            | The Smurfs And The Howlibird       |
| 8 9/26/1981 8105              | Smerfy i czarownica                    | Urzeczony i usmerfiony              | Beatwitched bothered and besmurfed |
| 9 10/3/1981 8107              | Zupa à la smerf                        | Zupa à la smerf                     | Soup A La Smurf                    |
| 10a 11/28/1981 8123B          | Smerfowe okulary                       | Smerf-kolorowe okulary              | Smurf-Colored Glasses              |
| 10b 10/3/1981 8108B           | Straszny sen Marzyciela                | Koszmar Marzyciela                  | Dreamy’s Nightmare                 |
| 11a 12/5/1981 8125A           | Kłopotliwe Grubelki                    | Kłopoty z Fuziem                    | Fuzzle Trouble                     |
| 11b 10/3/1981 8108A           | Nie wszystko złoto, co się świeci      | Nie wszystko smerfne, co się świeci | All That Glitters Isn’t Smurf      |
| 12 10/10/1981 8109            | Romeo i Smerfetka                      | Romeo i Smerfetka                   | Romeo And Smurfette                |
| 13a 11/14/1981 8119           | Setny smerf                            | nie wykonano nowej wersji           | The Hundredth Smurf                |
| 13b 10/10/1981 8110B          | Smerfonia w tonacji C                  | nie wykonano nowej wersji           | Smurphony In ’C’                   |
| 14a 10/10/1981 8110A          | Magiczne jajo                          | nie wykonano nowej wersji           | The Magic Egg                      |
| 14b 10/17/1981 8112A          | Super smerf                            | nie wykonano nowej wersji           | Supersmurf                         |
| 15 12/5/1981 8125B            | Baletki smerfetki                      | Tańczące buty Smerfetki             | Smurfette’s Dancing Shoes          |
| 16a 10/24/1981 8114B          | Fałszywy smerf                         | Fałszywy smerf                      | The Fake Smurf                     |
| 16b 10/24/1981 8114A          | Smerfiątko                             | Smerfiątko                          | The Baby Smurf                     |
| 17 10/24/1981 8113            | Siir Osiłek                            | Rycerz Osiłek                       | Sir Hefty                          |
| 18a 10/31/1981 8116B          | brak danych                            | Fioletowe smerfy                    | The Purple Smurf                   |
| 18b 10/31/1981 8116A          | Straszny zamek                         | Nawiedzone smerfy                   | Haunted Smurfs                     |
| 19 10/17/1981 8111            | Przedstawienie                         | Smerfy z teatrzyku                  | Sideshow Smurf                     |
| 20a 11/7/1981 8118A           | brak danych                            | Eliksir wzrostu                     | The Magnifying Mixture             |
| 20b 11/7/1981 8118B           | Zła pogoda u smerfów                   | Z pogodą na smerfa                  | Foul Weather Smurf                 |
| 21 10/31/1981 8115            | Malarz i Poeta                         | Poeta i Malarz                      | Painter And Poet                   |
| 22a 11/21/1981 8122B          | Smerfowa chłodnia                      | nie wykonano nowej wersji           | Spelunking Smurfs                  |
| 22b 11/21/1981 8122A          | Smerfy w niewoli                       | nie wykonano nowej wersji           | Now You Smurf ’Em, Now You Don’t   |
| 23a 11/14/1981 8120B          | Kto pod kim dołki kopie                | nie wykonano nowej wersji           | Gargamel The Generous              |
| 23b 12/5/1981 8126            | Chciwość nie popłaca                   | nie wykonano nowej wersji           | The Smurfs And The Money Tree      |
| 24 11/28/1981 8124            | Mechaniczny smerf                      | Mechaniczny smerf                   | The Clockwork Smurf                |
| 25a 10/17/1981 8112B          | Niesmerfny raj                         | nie wykonano nowej wersji           | Paradise Smurfed                   |
| 25b 11/14/1981 8120A          | Yeti                                   | nie wykonano nowej wersji           | The Adominable Snowbeast           |
| 26 11/7/1981 8117             | Eliksir młodości                       | Źródło smerfności                   | The Fountain Of Smurf              |
| 27 specjalny 4/8/1982 S-1     | Wielkanoc u Smerfów                    | Wiosenne kłopoty smerfów            | The Smurfs’ Springtime Special     |

## Seria 2.
| Numer odcinka dane techniczne | Tytuł polski (wersja z lat 1987-1989)                         | Tytuł polski (wersja z 2006 roku)                          | Tytuł angielski                   |
| ----------------------------- | ------------------------------------------------------------- | ---------------------------------------------------------- | --------------------------------- |
| 28 11/27/1982 8232            | Sprytny czarownik Mordelide                                   | Dobry, zły i smerfny                                       | The Good, The Bad, And The Smurfy |
| 29a 9/25/1982 8204B           | Między Nami Dziewuszkami                                      | Siostra Smerf                                              | Sister Smurf                      |
| 29b 10/9/1982 8212A           | Żarłoczny Łasuch                                              | Podjadający Łasuch                                         | Gormandizing Greedy               |
| 30 9/18/1982 8201             | Smerf, który nie umiał odmówić                                | Smerf, który nie umiał mówić "nie"                         | The Smurf Who Couldn’t Say No     |
| 31a 10/9/1982 8212B           | brak danych                                                   | Kto nie marnuje, temu smerfuje                             | Waste Not, Smurf Not              |
| 31b 9/25/1982 8204A           | brak danych                                                   | Smerfowe rozterki                                          | S-Shivering S-Smurfs              |
| 32 10/30/1982 8221A           | Lekarstwa dobre na wszystko                                   | Plaga na smerfy                                            | The Blue Plague                   |
| 33a 10/9/1982 8210A           | brak danych                                                   | Piskusia                                                   | Squeaky                           |
| 33b 10/2/1982 8208B           | brak danych                                                   | Przybysz z kosmosu                                         | It Came From Outer Smurf          |
| 34 11/27/1982 8233            | brak danych                                                   | Trufle dla wszystkich                                      | A Mere Truffle                    |
| 35a 10/30/1982 8220           | brak danych                                                   | Przysługa za przysługę                                     | One Good Smurf Deserves Another   |
| 35b 9/25/1982 8206            | Zemsta jest smerfna                                           | Zemsta smerfów                                             | Revenge Of The Smurfs             |
| 36 12/4/1982 8235             | Zakochany Papa Smerf                                          | Ślub Papy Smerfa                                           | Papa’s Wedding Day                |
| 37 10/30/1982 8219            | Smerfy nad morzem                                             | Smerfy na morzu                                            | Smurfs At Sea                     |
| 38 11/13/1982 8226            | brak danych                                                   | Mały Olbrzym                                               | The Littlest Giant                |
| 39 12/4/1982 8236             | Wszystko dobre co się dobrze kończy                           | Wszystko smerfne co się smerfnie kończy                    | All’s Smurf That End’s Smurfy     |
| 40 10/16/1982 8214            | brak danych                                                   | Zaginione miasto Yore’a (wersja polska wykonana w 2010 r.) | The Lost City Of Yore             |
| 41 9/18/1982 8202             | Przygody Smerfa Hooda                                         | Przygody Robin Smerfa                                      | The Adventures Of Robin Smurf     |
| 42 10/2/1982 8207             | brak danych                                                   | Trzej Smerfkieterzy                                        | The Three Smurfketeers            |
| 43a 10/30/1982 8221B          | Ostatni śmiech                                                | Kto się śmieje ostatni                                     | The Last Laugh                    |
| 43b 10/23/1982 8217B          | Smerfy w labiryncie                                           | Zakręcone smerfy                                           | The A-Maze-Ing Smurfs             |
| 44a 10/23/1982 8217A          | brak danych                                                   | Z miłości do Gargamela                                     | For The Love Of Gargamel          |
| 44b 11/13/1982 8227B          | brak danych                                                   | Nauczka dla Śpiocha                                        | Smurf Van Winkle                  |
| 45a 11/6/1982 8224A           | brak danych                                                   | Niebo się smerfuje                                         | The Sky Is Smurfing!              |
| 45b 11/6/1982 8224B           | brak danych                                                   | Smerf renegat                                              | Turncoat Smurf                    |
| 46a 11/20/1982 8230           | brak danych                                                   | Ciamajda smerfuje przyszłość                               | Clumsy Smurfs The Future          |
| 46b 12/4/1982 8234A           | brak danych                                                   | Jak wysmerfować sny                                        | The Stuff Dreams Are Smurfed Of   |
| 47a 11/27/1982 8231B          | brak danych                                                   | Nie smerfuj mi kwiatów                                     | Smurf Me No Flowers               |
| 47b 10/9/1982 8210B           | brak danych                                                   | Zwój Kaplowey                                              | The Kaplowey Scroll               |
| 48a 12/4/1982 8234B           | Pudełko z żartami                                             | Pudło brzydkich sztuczek                                   | The Box Of Dirty Tricks           |
| 48b 12/4/198234B              | brak danych                                                   | Lunatykujące smerfy                                        | Sleepwalking Smurfs               |
| 49a 11/13/1982 8227A          | brak danych                                                   | Bańka kłopotów (wersja polska wykonana w 2010 r.)          | Bubble, Bubble, Smurf In Trouble  |
| 49b 10/2/1982 8208A           | Niebiańskie Smerfy                                            | Niebiańskie Smerfy (wersja polska wykonana w 2010 r.)      | Heavenly Smurfs                   |
| 50 specjalny 12/12/1982 S-2   | Wigilia Bożego Narodzenia (wersja polska wykonana z serią 4.) | Święta Bożego Narodzenia                                   | The Smurfs’ Christmas Special     |
| 51 specjalny 2/13/1983 S-3    | Smerfowe Walentynki                                           | Smerfna walentynka                                         | My Smurfy Valentine               |

### Przygody Peewita i Johanna
| Numer odcinka dane techniczne | Tytuł polski | Tytuł angielski               |
| ----------------------------- | ------------ | ----------------------------- |
| ? 9/18/1982 8203              |              | The Cursed Country            |
| ? 9/25/1982 8205              |              | The Black Hellebore           |
| ? 10/2/1982 8709              |              | The Sorcery Of Maltrochu      |
| ? 10/9/1982 8211              |              | The Goblin of Boulder Wood    |
| ? 10/16/1982 8213             |              | Johan’s Army                  |
| ? 10/16/1982 8215             |              | Magic Fountain                |
| ? 10/23/1982 8216             |              | The Imposter King             |
| ? 10/23/1982 8218             |              | The Haunted Castle            |
| ? 11/6/1982 8222              |              | The Raven Wizard              |
| ? 11/6/1982 8223              |              | The Ring of the castellac     |
| ? 11/13/1982 8225             |              | The Return Of Clockwork Smurf |
| ? 11/20/1982 8228             |              | The Prince And The Peewit     |
| ? 11/20/1982 8229             |              | The Enchanted Baby            |

## Seria 3.
| Numer odcinka dane techniczne | Tytuł polski (wersja z lat 1987-1989)                                 | Tytuł polski (wersja z 2006 r.)                               | Tytuł angielski                 |
| ----------------------------- | --------------------------------------------------------------------- | ------------------------------------------------------------- | ------------------------------- |
| 52 9/17/1983 8301A 1          | Smerfuś                                                               | Czasem, podczas pełni (wersja polska wykonana w 2010 r.)      | Once In A Blue Moon             |
| 53a 11/12/1983 8325A          | Pierwszy Kwietnia                                                     | Prima Aprilis                                                 | April Smurf Day                 |
| 53b 11/12/1983 8325B          | Magiczny kij                                                          | Magiczna laska                                                | The Magic Stick                 |
| 54a 10/1/1983 8308A           | Dziwne jajko                                                          | Mały śmierdzielek                                             | Born Rotten                     |
| 54b 9/17/1983 8302A           | Smerfowa straż pożarna                                                | Smerfowa straż pożarna                                        | The Smurf Fire Brigade          |
| 55 9/17/1983 8303             | Mistrz i uczeń                                                        | Każdy obraz smerfuje historię                                 | Every Picture Smurfs A Story    |
| 56a 9/17/1983 8302B           | Latający czarownik                                                    | Skrzydlaty czarownik                                          | The Winged Wizard               |
| 56b 9/24/1983 8304A           | Pierwszy telesmerfon                                                  | Pierwszy telesmerf                                            | The First Telesmurf             |
| 57a 11/26/1983 8332A          | Smerfna czapeczka                                                     | Czapki z głów                                                 | Hats Off To Smurfs              |
| 57b 11/26/1983 8333B          | Czas nie dla smerfów                                                  | Nie czas na smerfy                                            | No Times For Smurfs             |
| 58 10/29/1983/8321            | Złota nagroda Smerfów                                                 | Nagroda Złotego Smerfa                                        | The Golden Smurf Award          |
| 59a 11/19/1983 8328A          | Nadzwyczajna pamięć                                                   | Smerf archiwista                                              | The Chief Record Smurf          |
| 59b 11/26/1983 8331A          | Dobry sąsiad                                                          | Dobry sąsiad Smerf                                            | Good Neighbour Smurf            |
| 60a 10/1/1983 8307A 1         | Wierzyć w siebie                                                      | Trochę wiary w smerfa                                         | A Little Smurf Confidence       |
| 60b 10/29/1983 8306           | Sprawa Harmoniusza                                                    | Harmoniusz robi furorę                                        | Harmony Steals The Show         |
| 61 9/24/1983 8320A            | Ostatni krzak smerfojagód                                             | nie wykonano nowej wersji                                     | The Last Smurfberry             |
| 62a 10/1/1983 8307B           | Miłość Hogaty                                                         | Obiekt westchnień Hogaty                                      | Hogatha’s Heart Throb           |
| 62b 11/12/1983 8327B          | Dzwonek dla Klakiera                                                  | Dzwonek dla Klakiera                                          | A Bell For Azrael               |
| 63a 10/8/1983 8311B           | Zalotnik Smerfetki                                                    | Smerfetka na jeden dzień                                      | Smurfette For A Day             |
| 63b 9/24/1983 8305            | Tajemniczy handlarz                                                   | Magiczne kolczyki                                             | The Magic Earrings              |
| 64a 10/1/1983 8308B           | Łza Smerfa                                                            | Łza smerfa                                                    | The Tear Of A Smurf             |
| 64b 10/8/1983 8311A           | Jak wysmerfować tęczę                                                 | Jak wysmerfować tęczę                                         | How To Smurf A Rainbow          |
| 65 10/1/1983 8309             | Eliksiry szarlatana                                                   | Cudowny smerfer                                               | The Miracle Smurfer             |
| 66 11/5/1983 8324A            | Przyjęcie urodzinowe Zgrywusa                                         | Halloween u smerfów                                           | All Hallows’ Eve                |
| 67a 10/22/1983 8316A          | Szczęściarz Ciamajda                                                  | Szczęście Ciamajdy                                            | Clumsy Luck                     |
| 67b 10/22/1983 8316B          | Kto ma silną wolę                                                     | Silna wola smerfów                                            | Willpower Smurfs                |
| 68a 10/15/1983 8314B          | Łapacz smerfów                                                        | Chata, to nie dom                                             | A Hovel Is Not A Home           |
| 68b 10/15/1983 8314A          | Mów za siebie, Farmerze!                                              | Mów za siebie, Farmerze!                                      | Speak For Yourself Farmer Smurf |
| 69a 11/5/1983 8322B           | Serce Osiłka                                                          | Serce Osiłka                                                  | Hefty’s Heart                   |
| 69b 10/29/1983 8319B          | Łapać złodzieja                                                       | Smerfnąć złodzieja                                            | To Smurf A Thief                |
| 70 11/26/1983 8332B           | Szlachetny jeleń                                                      | Szlachetny jeleń                                              | The Noble Stag                  |
| 71 10/22/1983 8318            | Tylko razem Smerfy                                                    | Kapsuła czasu                                                 | The Smurfs’ Time Capsule        |
| 72 10/15/1983 8313            | Ukochana Pracusia                                                     | Ukochana Pracusia                                             | Handy’s Sweetheart              |
| 73a 11/19/1983 8329           | brak danych                                                           | Po prostu Smerf (wersja polska wykonana w 2010 r.)            | A Chip Off The Old Smurf        |
| 73b 10/8/1983 8312B           | Drewniane Smerfy                                                      | Wysmerfowani drwale (wersja polska wykonana w 2010 r.)        | Lumbering Smurfs                |
| 74a 10/15/1983 8315A          | Smerfozapominajki                                                     | nie wykonano nowej wersji                                     | Forget Me Smurfs                |
| 74b 11/19/1983 8330           | Prezent na dzień Papy                                                 | nie wykonano nowej wersji                                     | A Gift For Papa’s Day           |
| 75a 10/22/1983 8317A          | Niesmerfowe pułapki                                                   | Smerfuś w niebezpieczeństwie                                  | Baby Smurf Is Missing           |
| 75b 11/5/1983 8324B           | Czarowniczka                                                          | Mała czarownica                                               | The Littlest Witch              |
| 76a 11/26/1983 8331B          | Wyprawa po smerfkamień                                                | nie wykonano nowej wersji                                     | The Smurfstone Quest            |
| 76b 11/26/1983 8333A          | Smerfnąć Akry                                                         | nie wykonano nowej wersji                                     | Smurfly Acres                   |
| 77 11/12/1983 8326A           | brak danych                                                           | Pierwsze święta Smerfusia                                     | Baby’s First Christmas          |
| 78a 11/5/1983 8323A           | Uściski dla Marudy                                                    | nie wykonano nowej wersji                                     | A Hug For Grouchy               |
| 78b 10/29/1983 8319A          | Małżeństwo Gargamela                                                  | nie wykonano nowej wersji                                     | Wedding Bells For Gargamels     |
| 79a 11/5/1983 8323B           | Czarodziejska grzechotka                                              | Magiczna grzechotka                                           | The Magic Rattle                |
| 79b 9/17/1983 8301B           | Wszystkie stworzenia duże i Smerfy                                    | Wszystkie stworzenia wielkie i smerfne                        | All Creatures Great And Smurf   |
| 80a 10/29/1983 8320A          | Łasuch i garnuszek kaszy                                              | Łasuch i garnek do kaszy                                      | Greedy And The Porridge Pot     |
| 80b 11/19/1983 8328B          | Smerfowanie w języku migowym                                          | Smerfowanie w języku migowym                                  | Smurfing In Sign Language       |
| 81a 10/8/1983 8310            | Smerf, który chciał być królem (wersja polska wykonana z serią 4.)    | nie wykonano nowej wersji                                     | The Smurf Who Would Be King     |
| 81b 11/12/1983 8326B          | Prawdziwe piękno jest niewidoczne (wersja polska wykonana z serią 4.) | nie wykonano nowej wersji                                     | Beauty Is Only Smurf Deep       |
| 82 SPECJALNY 2/13/1984 S-4    | Smerfnąć po kiedyś                                                    | I żyli długo i szczęśliwie (wersja polska wykonana w 2010 r.) | Smurfily Ever After             |
| 83 SPECJALNY 5/20/1984 S-5    | Smerfowa Olimpiada (wersja polska wykonana z serią 4.)                | nie wykonano nowej wersji                                     | The Smurfic Games               |

### Przygody Peewita i Johanna
| Numer odcinka dane techniczne | Tytuł polski | Tytuł angielski           |
| ----------------------------- | ------------ | ------------------------- |
| ? 11/5/1983 8322A             |              | The Moor’s Baby           |
| ? 10/15/1983 8315B            |              | The Grumpy Gremlin        |
| ? 11/12/1983 8327A            |              | Wolf In Peewit’s Clothing |
| ? 10/8/1983 8312A             |              | Peewit Meets Bigmouth     |
| ? 9/24/1983 8304B             |              | Handy’s Kite              |

## Seria 4.
| Numer odcinka dane techniczne | Tytuł polski (wersja z przełomu lat 80. i 90.) | Tytuł polski (wersja z 2006 roku)                        | Tytuł angielski                             |
| ----------------------------- | ---------------------------------------------- | -------------------------------------------------------- | ------------------------------------------- |
| 84a 9/15/1984 8401A           | Symbol mądrości                                | nie wykonano nowej wersji                                | Symbols of Wisdom                           |
| 84b 9/15/1984 8401B           | Powrót Błękitnookiego konika                   | Powrót Błękitnookiego (wersja polska wykonana w 2010 r.) | Blue Eyes Returns                           |
| 85a 9/15/1984 8402A           | Tajemnica studni życzeń                        | nie wykonano nowej wersji                                | The Secret Of The Village Well              |
| 85b 9/15/1984 8402B           | Zatrzymaj się i posmerfuj róże                 | Zatrzymaj się i smerfnij róże                            | Stop And Smurf The Roses                    |
| 86a 9/15/1984 8403A           | Smerfy z piernika                              | nie wykonano nowej wersji                                | Gingerbread Smurfs                          |
| 86b 11/17/1984 8425A          | Smerfowanie ducha                              | Smerfowanie na duchy                                     | Smurfing For Ghost’s                        |
| 87a 9/22/1984 8404A           | Śmieszna kość Zgrywusa                         | nie wykonano nowej wersji                                | Jokey’s Funny Bone                          |
| 87b 9/22/1984 8404B           | Odmierzacz smerfoczasu                         | nie wykonano nowej wersji                                | Tick Tock Smurfs                            |
| 88a 9/22/1984 8405A           | Pan smerfów                                    | Pan Smerf                                                | The Master Smurf                            |
| 88b 9/22/1984 8405B           | Magiczne igły Krawca                           | Magiczna igła (wersja polska wykonana w 2010 r.)         | Tailor’s Magic Needle                       |
| 89a 9/22/1984 8406A           | Wędrowiec                                      | nie wykonano nowej wersji                                | The Traveler                                |
| 89b 9/22/1984 8406B           | Zwierzątko dla Smerfa                          | nie wykonano nowej wersji                                | Pet for Baby Smurf                          |
| 90 9/29/1984 8407             | Niesamowicie malejący czarodziej               | nie wykonano nowej wersji                                | The Incredible Shrinking Wizard             |
| 91a 9/29/1984 8408A           | Śniadanie Łasucha                              | Śniadanie u Łasucha (wersja polska wykonana w 2010 r.)   | Breakfast At Greedy’s                       |
| 91b 9/29/1984 8408B           | Tajemnice moczarów                             | nie wykonano nowej wersji                                | The Secret Of Shadow Swamp                  |
| 92a 9/29/1984 8409A           | Trojański smerf                                | Smerf trojański                                          | The Trojan Smurf                            |
| 92b 9/29/1984 8409B           | brak danych                                    | Smerfowy sposób na smutki                                | Smurf The Other Cheek                       |
| 93a 10/6/1984 8410A           | Wóz pełen smerfów                              | Platforma pełna smerfów                                  | A Float Full Of Smurfs                      |
| 93b 10/6/1984 8410B           | brak danych                                    | Słodki dotyk Smerfetki                                   | Smurfette’s Sweet Tooth                     |
| 94 10/6/1984 8411             | Smerfnij w drzewo                              | Smerfnij w niemalowane                                   | Smurf On Wood                               |
| 95a 10/6/1984 8412A           | Smerfowa Maszyna                               | Smerfomatyczny Smerfolator                               | The Smurfomatic Smurfolator                 |
| 95b 10/6/1984 8412B           | Kamienne smerfy                                | Skamieniałe smerfy                                       | Petrified Smurfs                            |
| 96a 10/13/1984 8413A          | Brodawkowa Choroba Papy                        | Troskobrodawki Papy Smerfa                               | Papa’s Worry Warts                          |
| 96b 10/13/1984 8413B          | Piżamowe przyjęcie dla Śpiocha                 | Piżamowa Impreza Śpiocha                                 | Lazy’s Slumber Party                        |
| 97 10/13/1984 8414            | Baziowe Elfy                                   | nie wykonano nowej wersji                                | The Pussywillow Pixies                      |
| 98a 10/13/1984 8415A          | Problem Nochali                                | Kłopoty Nochali                                          | The Bignose Dilemma                         |
| 98b 10/13/1984 8415B          | Wyścig smerfów                                 | Smerfowy wyścig                                          | The Smurfbox Derby                          |
| 99 10/20/1984 8416            | Cyrk dla Smerfusia                             | nie wykonano nowej wersji                                | A Circus For Baby                           |
| 100a 10/20/1984 8417A         | Smerfuś w krainie Żaboli                       | Dziecko u Żaboli (wersja polska wykonana w 2010 r.)      | Babies In Wartland                          |
| 100b 10/20/1984 8417B         | Smerfowe lody                                  | Smerf Cafe                                               | The Smurf-Walk Cafe                         |
| 101 10/20/1984 8418A          | Smerfowi przyjaciele                           | Najsmerfniejszy przyjaciel                               | The Smurfiest Of Friends                    |
| 102 10/20/1984 8418B 1 review | Nie odkładaj nigdy niczego na jutro            | Nie smerfuj pochopnie                                    | Never Smurf Off ’Til Tomorrow               |
| 103a 10/27/1984 8419A         | Smerf Pasibrzuch                               | Smerf Pasibrzuch                                         | Bigmouth Smurf                              |
| 103b 10/27/1984 8419B         | brak danych                                    | Zaczarowana pieluszka Smerfusia                          | Baby’s Enchanted Didey                      |
| 104a 10/27/1984 8420A         | Człowiek z księżyca                            | nie wykonano nowej wersji                                | The Man In The Moon                         |
| 104b 10/27/1984 8420B         | Złote włosy Smerfetki                          | Złote loki Smerfetki                                     | Smurfette’s Golden Tresses                  |
| 105a 10/27/1984 8421A         | brak danych                                    | Olbrzym Gargamela                                        | Gargamel’s Giant                            |
| 105b 10/27/1984 8421B         | brak danych                                    | Malec z kłótliwego zamku                                 | The Gargoyle Of Quarrel Castle              |
| 106a 11/10/1984 8422A         | Niedźwiadek                                    | Miś Pętelka                                              | The Patchwork Bear                          |
| 106b 11/10/1984 8422B         | Osiłek i smerfowózek                           | nie wykonano nowej wersji                                | Hefty And The Wheelsmurfer                  |
| 107 11/10/1984 8423A          | Skacząca Choroba smerfów                       | Skaczący kaszel                                          | Hopping Cough Smurfs                        |
| 108 11/10/1984 8423B          | Mały Błękitnooki konik i złote podkówki        | Konik Błękitek ze złotymi podkówkami                     | The Little Orange Horse With The Gold Shoes |
| 109a 11/10/1984 8424A         | Smerfowe potwory                               | Smerfopotwory                                            | Monster Smurfs                              |
| 109b 11/10/1984 8424B         | Błotniaki                                      | Złe miejsce                                              | The Bad Place                               |
| 110a 9/15/1984 8403B          | Cień Zgrywusa                                  | nie wykonano nowej wersji                                | Jokey’s Shadow                              |
| 110b 11/17/1984 8425B         | Smerfowa prawda                                | nie wykonano nowej wersji                                | The Whole Smurf And Nothing But The Smurf   |
| 111a 11/17/1984 8426A         | Od przybytku głowa boli                        | nie wykonano nowej wersji                                | Smurfiplication                             |
| 111b 11/17/1984 8426B         | Pech Gargamela                                 | nie wykonano nowej wersji                                | Gargamel’s Misfortune                       |

## Seria 5.
| Numer odcinka dane techniczne | Tytuł polski (wersja z lat 1993-1994)                                 | Tytuł angielski                         |
| ----------------------------- | --------------------------------------------------------------------- | --------------------------------------- |
| 112a 9/21/1985 8502B          | Nowy rytm (wersja polska wykonana w 2010 r.)                          | The Smurflings                          |
| 112b 10/5/1985 8508A          | Zapasy w błocie (wersja polska wykonana w 2010 r.)                    | Mud Wrestling Smurfs                    |
| 113 9/28/1985 8504B           | Sasetka (wersja polska wykonana w 2010 r.)                            | Sasette                                 |
| 114a 9/21/1985 8501B          | Szczeniak (wersja polska wykonana w 2010 r.)                          | Puppy                                   |
| 114b 9/28/1985 8504A          | Zamaskowany miotacz tortów (wersja polska wykonana w 2010 r.)         | The Masked Pie Smurfer                  |
| 115 9/28/1985 8506            | Nie rób drugiemu, co tobie niemiłe (wersja polska wykonana w 2010 r.) | Smurf A Mile In My Shoes                |
| 116a 10/5/1985 8507B          | Latające łóżko Papy (wersja polska wykonana w 2010 r.)                | Papa’s Flying Bed                       |
| 116b 9/21/1985 8503A          | Kto się śmieje ostatni (wersja polska wykonana w 2010 r.)             | He Who Smurfs Last                      |
| 117a 10/5/1985 8508B          | Piaskowa czarownica                                                   | The Sand Witch                          |
| 117b 10/5/1985 8507A          | Listy do przyjaciół                                                   | Dreamy’s Pen Pals                       |
| 118 10/5/1985 8509            | Już się nie kłaniamy                                                  | Kow-Tow, We Won’t Bow                   |
| 119a 9/21/1985 8501A          | Rób to, co ja                                                         | Stuck On Smurfs                         |
| 119b 10/19/1985 8514A         | Kształcenie Pasibrzucha                                               | Educating Bigmouth                      |
| 120a 10/12/1985 8510B         | Cudowna noc Wełniaka                                                  | Wild And Wooly                          |
| 120b 10/12/1985 8512B         | Królowa Smerfetka                                                     | Queen Smurfette                         |
| 121a 10/12/1985 8512A         | Najmarudniejsza zabawa                                                | The Grouchiest Game In Town             |
| 121b 10/26/1985 8516B         | Wielkie, nieudane zbiory błota                                        | The Great Slime Crop Failure            |
| 122 10/12/1985 8511           | Potwór z Mrok - Ness                                                  | The Dark-Ness Monster                   |
| 123a 10/12/1985 8510A         | Przyjaciel Pasibrzucha                                                | Bigmouth’s Friend                       |
| 123b 10/19/1985 8514B         | Ważniak Smerf, przyjaciel wszystkich zwierząt                         | Brainy Smurf, Friend To All The Animals |
| 124a 10/26/1985 8516A         | Udanego dnia nieszczęścia                                             | Happy Unhappiness Day To You            |
| 124b 9/21/1985 8502A          | Wolny dzień Papy Smerfa                                               | Papa’s Day Off                          |
| 125 10/19/1985 8513           | Marko Smerf i pieprzowi piraci                                        | Marco Smurf And The Pepper Pirates      |
| 126a 10/26/1985 8518B         | Co potrafią Smerfiki                                                  | Mutiny On The Smurf                     |
| 126b 11/2/1985 8519A          | W nocy nie wszystko jest smerfne                                      | Things That Go Smurf in the Night       |
| 127a 11/9/1985 8524           | Przyjęcie u Ważniaka                                                  | Brainy’s Smarty Party                   |
| 127b 11/2/1985 8519B          | Alarm u smerfów                                                       | Alarming Smurfs                         |
| 128 10/19/1985 8515           | Kometa nad Wioską Smerfów                                             | The Comet Is Coming                     |
| 129a 9/28/1985 8505A          | Zaklęty w kota                                                        | Papa’s Puppy Prescription               |
| 129b 9/28/1985 8505B          | Kłopoty wierszoklety                                                  | Poet’s Writer’s Block                   |
| 130a 10/26/1985 8518A         | Samolubne smerfy                                                      | Love Those Smurfs                       |
| 130b 11/2/1985 8520B          | Konkurs na najsmerfniejszego smerfa                                   | The Mr. Smurf Contest                   |
| 131a 11/2/1985 8520A          | Róża Smerfetki                                                        | Smurfette’s Rose                        |
| 131b 11/9/1985 8523           | Czarodziejska muzyka                                                  | They’re Smurfing Our Song               |
| 132 10/26/1985 8517           | Album rodzinny Papy Smerfa                                            | Papa’s Family Album                     |
| 133a 11/2/1985 8521B          | Smerfy w potrzasku                                                    | Unsound Smurfs                          |
| 133b 11/2/1985 8521A          | Głodny szczeniak                                                      | Have You Smurfed Your Pet Today?        |
| 134a 11/9/1985 8522B          | Podróż w czasie                                                       | Gargamel’s Time Trip                    |
| 134b 11/9/1985 8522A          | Pracowite smerfy                                                      | All Work And No Smurf                   |
| 135 9/21/1985 8503B           | Pierwsze słowo Smerfusia                                              | Baby’s First Word                       |

## Seria 6.
| Numer odcinka dane techniczne                            | Tytuł polski (wersja z lat 1993-1994)                                                                | Tytuł angielski                    |
| -------------------------------------------------------- | --- | ---------------------------------- |
| WERSJA POLSKA WYKONANA W LATACH 1993-1994 (W. Drzewicz): | |                                    |
| 136 9/13/1986 8601A                                      | Smerfmisja, cz. I                                                                                    | Smurfquest (1)                     |
| 137 9/13/1986 8601B                                      | Smerfmisja, cz. II                                                                                   | Smurfquest (2)                     |
| 138 9/13/1986 8602A                                      | Smerfmisja, cz. III                                                                                  | Smurfquest (3)                     |
| 9/13/1986 8602B                                          | w wersji angielskiej Smerfmisja składa się z czterech krótkich części, w polskiej z trzech dłuższych | Smurfquest (4)                     |
| 139 11/15/1986 8628B                                     | Zaczarowane pióro                                                                                    | The Enchanted Quill                |
| 140 11/22/1986 8632B                                     | Smerfy wojujące z ogniem                                                                             | Fire Fighting Smurfs               |
| 141a 11/8/1986 8625A                                     | Gdzie jest las                                                                                       | I Smurf To The Trees               |
| 141b 11/1/1986 8624A                                     | Ptak, który mówi                                                                                     | A Myna Problem                     |
| 142 9/13/1986 8603                                       | Nowe zajęcie Gargamela                                                                               | Gargamel’s New Job                 |
| 143a 10/25/1986 8620A                                    | Dwa oblicza Gargamela                                                                                | Dr. Evil And Mr. Nice              |
| 143b 9/20/1986 8605B                                     | Don Smerfo                                                                                           | Don Smurfo                         |
| 144a 11/29/1986 8634A                                    | Kłopoty Zgrywusa                                                                                     | Jokey’s Cloak                      |
| 144b 11/22/1986 8632A                                    | Kaprysy Złośnika                                                                                     | Snappy’s Way                       |
| 145a 10/11/1986 8613A                                    | Opiekunowie Wielkich Stóp (wersja polska wykonana w 2010 r.)                                         | Bringing Up Bigfeet                |
| 145b 11/8/1986 8626B                                     | Mól książkowy (wersja polska wykonana w 2010 r.)                                                     | Bookworm Smurf                     |
| 146 10/25/1986 8621B                                     | Łasuch strajkuje (wersja polska wykonana w 2010 r.)                                                  | Greedy Goes On Strike              |
| 147 10/4/1986 8610                                       | Koszmar senny Śpiocha (wersja polska wykonana w 2010 r.)                                             | Lazy’s Nightmare                   |
| 148a 10/25/1986 8620B                                    | Korzeń zła                                                                                           | The Root Of Evil                   |
| 148b 9/27/1986 8609A                                     | Jajko na wagę złota                                                                                  | The Last Whippoorwill              |
| 149 11/22/1986 8633B                                     | Od przybytku głowa boli                                                                              | Papa Smurf, Papa Smurf             |
| 150a 10/18/1986 8618                                     | Podróż do środka ziemi                                                                               | Journey To The Center Of The Smurf |
| 150b 11/8/1986 8627B                                     | Wybranka Nicponia                                                                                    | Scruple’s Sweetheart               |
| 151a 11/8/1986 8625B                                     | Chmura Ciamajdy                                                                                      | Clumsy’s Cloud                     |
| 151b 11/29/1986 8636B                                    | Walentynkowe szaleństwa                                                                              | Head Over Hogatha                  |
| 152 10/4/1986 8612                                       | Najmniejszy wiking                                                                                   | The Littlest Viking                |
| 153a 11/22/1986 8631A                                    | Szarmancki smerf                                                                                     | The Gallant Smurf                  |
| 153b 11/15/1986 8629B                                    | Nieposłuszny Pieszczoch                                                                              | Put Upon Puppy                     |
| WERSJA POLSKA WYKONANA W 2010 R. (M. Wieprzewski):       | |                                    |
| 154 10/11/1986 8614                                      | Szkarłatny Żabi Skrzek                                                                               | The Scarlet Croaker                |
| 155a 10/25/1986 8621A                                    | Skarżypyty                                                                                           | Tattle Tail Smurfs                 |
| 155b 11/15/1986 8630A                                    | Złote serce                                                                                          | Heart Of Gold                      |
| 156a 11/15/1986 8629A                                    | Bardzo niesmerfne zawody                                                                             | The Most Unsmurfy Game             |
| 156b 11/15/1986 8630B                                    | Wioskowy szkodnik                                                                                    | The Village Vandal                 |
| 157 10/18/1986 8616                                      | Królewski bęben                                                                                      | The Royal Drum                     |
| 158a 11/8/1986 8627A                                     | Pan Nicpoń                                                                                           | Master Scruple                     |
| 158b 9/20/1986 8604                                      | Maruda robi plusk                                                                                    | Grouchy Makes A Splash             |
| 159a 10/25/1986 8619A                                    | Najwyższy Smerf                                                                                      | The Tallest Smurf                  |
| 159b 9/27/1986 8607A                                     | Prezenty dla Smerfetki                                                                               | Smurfette’s Gift                   |
| 160a 9/20/1986 8605A                                     | Żaden smerf nie jest samotną wyspą                                                                   | No Smurf Is An Island              |
| 160b 9/20/1986 8605A                                     | Wszystkowiedzący Smerf                                                                               | The Answer Smurf                   |
| 161a 11/22/1986 8631B                                    | Ząb sasetki                                                                                          | Sassette’s Tooth                   |
| 161b 10/4/1986 8611B                                     | Smerfy na kółkach                                                                                    | Smurfs On Wheels                   |
| 162a 11/15/1986 8628A                                    | Świat według Smerfików                                                                               | The World According To Smurflings  |
| 162b 10/11/1986 8615A                                    | Doktor Amator                                                                                        | Calling Dr. Smurf                  |
| 163a 10/4/1986 8611A                                     | Cały smerfoświat jest sceną                                                                          | All The Smurf’s A Stage            |
| 163b 11/29/1986 8636A                                    | Lekkomyślne Smerfy                                                                                   | Reckless Smurfs                    |
| 164a 9/27/1986 8607B                                     | Najpopularniejszy smerf                                                                              | The Most Popular Smurf             |
| 164b 10/11/1986 8615B                                    | Nie smerfuję muzyki                                                                                  | Can't Smurf The Music              |
| 165 9/27/1986 8608                                       | Zgubne skutki próżności                                                                              | A Loss Of Smurf                    |
| 166a 10/18/1986 8617A                                    | Z życia Pieszczocha                                                                                  | It’s A Puppy’s Life                |
| 166b 11/8/1986 8626B                                     | Dżin Farmera                                                                                         | Farmer’s Genie                     |
| 167a 10/25/1986 8619B                                    | Istota Ważniaka                                                                                      | Essence Of Brainy                  |
| 167b 11/29/1986 8635B                                    | Kwiat Smerfetki                                                                                      | Smurfette’s Flower                 |
| 168a 11/1/1986 8622B                                     | Wielki płacz                                                                                         | Crying Smurfs                      |
| 168b 11/1/1986 8622A                                     | Smerfowanie do przyszłości                                                                           | Future Smurfed                     |
| 169a 11/1/1986 8623A                                     | Kukła Gargamela                                                                                      | Gargamel’s Dummy                   |
| 169b 11/1/1986 8623B                                     | Prawdomówny jak Gargamel                                                                             | Smurfs On The Run                  |
| 170a 10/11/1986 8613A                                    | Nowa zabawka Smerfusia                                                                               | Baby’s New Toy                     |
| 170b 11/22/1986 8633A                                    | Oknowizja Pracusia                                                                                   | Handy’s Window Vision              |
| 171 9/20/1986 8606                                       | Książę i skoczek                                                                                     | The Prince And The Hopper          |
| 172a 11/29/1986 8634B                                    | Ostatnie zaklęcie Papy Smerfa                                                                        | Papa’s Last Spell                  |
| 172b 9/27/1986 8609B                                     | Paleta kolorów                                                                                       | The Color Smurfy                   |
| 173a 10/18/1986 8617B                                    | Smerf Kominiarz                                                                                      | Sweepy Smurf                       |
| 173b 11/1/1986 8624B                                     | Róg obfitości                                                                                        | The Horn Of Plenty                 |
| 174 11/29/1986 8635A                                     | Czar kuli                                                                                            | Lure Of The Orb                    |

## Seria 7.
| Numer odcinka dane techniczne                               | Tytuł polski                                  | Tytuł angielski                      |
| ----------------------------------------------------------- | --------------------------------------------- | ------------------------------------ |
| WERSJA POLSKA WYKONANA W LATACH 1996-1999 (M. Wieprzewski): |                                               |                                      |
| 175a 11/7/1987 8723B                                        | Smerfociuchcia                                | Locomotive Smurfs                    |
| 175b 10/3/1987 8708B                                        | Księga dowcipów Zgrywusa                      | Jokey’s Joke Book                    |
| 176a 10/3/1987 8708A                                        | Smerfując po złoto                            | Smurfing for Gold                    |
| 176b 11/21/1987 8729A                                       | Smerfdominium                                 | Skyscraper Smurfs                    |
| 177a 10/31/1987 8719B                                       | Śpiewający smerf                              | Crooner Smurf                        |
| 177b 12/5/1987 8735                                         | Informacje dla smerfów                        | All The News That’s Fit To Smurf     |
| 178a 10/31/1987 8720B                                       | Trudne decyzje                                | Flighty’s Plight                     |
| 178b 11/21/1987 8728                                        | Don Smerfo 2-Powrót Don Smerfo                | The Return of Don Smurfo             |
| 179 10/24/1987 8716A                                        | Nicpoń i wielka księga zaklęć                 | Scruple And The Great Book Of Spells |
| 180 10/31/1987 8721B                                        | Smerfetka odmieniona                          | Smurfette Unmade                     |
| 181 11/14/1987 8725B                                        | Zamiana smerfów                               | Swapping Smurfs                      |
| 182 9/19/1987 8701A                                         | Smerf Dzikus – część 1                        | Smurf On The Wild Side (1)           |
| 183 9/19/1987 8701B                                         | Smerf Dzikus – część 2                        | Smurf On The Wild Side (2)           |
| 184a 9/26/1987 8704B                                        | Cudowna zabawka Smerfusia                     | Baby’s Marvelous Toy                 |
| 184b 9/19/1987 8703B                                        | Smerfołowca                                   | The Smurfstalker                     |
| 185a 11/28/1987 8731B                                       | Smerf Drwal                                   | Timber Smurf                         |
| 185b 9/19/1987 8702A                                        | Smerf Dzikus – część 3                        | Smurf On The Wild Side (3)           |
| 186a 10/10/1987 8711B                                       | Rozum Klakiera                                | Azrael’s Brain                       |
| 186b 11/28/1987 8732B                                       | Szczęśliwa gwiazda Smerfetki                  | Smurfette’s Lucky Star               |
| 187a 11/14/1987 8726B                                       | Rywal Osiłka                                  | Hefty’s Rival                        |
| 187b 12/5/1987 8734B                                        | Poeta jasnowidz                               | Poet The Know-It-All                 |
| 188a 9/19/1987 8703A                                        | Niesmerfny przyjaciel smerfiątek              | The Smurflings’ Unsmurfy Friend      |
| 188b 9/26/1987 8705B                                        | Smerfy wycinanki                              | Cut-Up Smurfs                        |
| 189 11/7/1987 8722B                                         | Ul Sasetki (wersja polska wykonana w 2010 r.) | Sassette’s Hive                      |
| 190 11/28/1987 8733B                                        | Utracona miłość Chlorindy                     | Chlorhydris’ Lost Love               |
| 191 11/7/1987 8724A                                         | Długa opowieść Dziadka                        | A Long Tale for Grandpa              |
| 192 10/24/1987 8717A                                        | Mechaniczna Smerfetka                         | The Clockwork Smurfette              |
| 193a 9/26/1987 8705A                                        | Bezsenne smerfy                               | Sleepless Smurfs                     |
| 193b 11/14/1987 8726A                                       | Nieobliczalny smerf                           | Predictable Smurfs                   |
| 194a 10/3/1987 8709A                                        | Baśnie poety                                  | Poet’s Storybook                     |
| 194b 11/7/1987 8724B                                        | Tam, gdzie dzikie smerfy                      | Where the Wild Smurfs Are            |
| 195a 11/7/1987 8723A                                        | Wielki mały smerf                             | Little Big Smurf                     |
| 195b 11/21/1987 8730B                                       | Smerfny dołek                                 | A Hole In Smurf                      |
| 196a 12/5/1987 8734A                                        | Zaklęte smerfy                                | Stop And Go Smurfs                   |
| 196b 11/21/1987 8729B                                       | Pechowe smerfy                                | Bad Luck Smurfs                      |
| 197a 12/5/1987 8736B                                        | Drugie dzieciństwo Gargamela                  | Gargamel’s Second Childhood          |
| 197b 9/26/1987 8704A                                        | Smerfoupiór                                   | Poltersmurf                          |
| 198a 10/3/1987 8707A                                        | Dziki na punkcie Smerfetki                    | Wild About Smurfette                 |
| 198b 10/24/1987 8718B                                       | Szalona przygoda Lalusia                      | Vanity’s Wild Adventure              |
| 199a 10/3/1987 8709B                                        | Najszybszy czarownik świata                   | The Fastest Wizard In The World      |
| 199b 10/3/1987 8707B                                        | Muzykalne smerfiątka                          | Sing a Song of Smurflings            |
| 200a 10/10/1987 8712B                                       | Legendarne smerfy                             | Legendary Smurfs                     |
| 200b 10/10/1987 8710B                                       | Ostatnia wola Gargamela                       | Gargamel’s Last Will                 |
| 201 10/31/1987 8719A                                        | Smerfetka wróżką                              | Soothsayer Smurfette                 |
| 203 9/26/1987 8706                                          | Ukochana Gargamela                            | Gargamel’s Sweetheart                |
| 204 11/14/1987 8725A                                        | Czarodziejski worek Świętego Mikołaja         | The Magic Sack of Mr. Nicholas       |
| 205 SPECJALNY 12/13/1987 S-6                                | Najsmerfniejszy dzień w roku                  | Tis the Season to Be Smurfy          |
| WERSJA POLSKA WYKONANA W LATACH 1993-1994 (W. Drzewicz):    |                                               |                                      |
| 206a 10/10/1987 8710A                                       | Tańczący niedźwiedź                           | Dancing Bear                         |
| 206b 10/17/1987 8713A                                       | Smerfując jednorożca                          | Smurfing The Unicorns                |
| 207a 10/17/1987 8715                                        | Smerf Nikt                                    | Nobody Smurf                         |
| 207b 10/17/1987 8713B                                       | Najbliższy przyjaciel Lalusia                 | Vanity’s Closest Friend              |
| 208a 11/21/1987 8730A                                       | Rzeka czasu                                   | Smurfing Out Of Time                 |
| 208b 10/24/1987 8716B                                       | Skaczący smerf                                | Bouncing Smurf                       |
| 209a 11/14/1987 8727B                                       | Książę Smerf                                  | Prince Smurf                         |
| 209b 11/28/1987 8733A                                       | Smerfowy proces                               | The Smurfy Verdict                   |
| 210a 11/28/1987 8732A                                       | Smerf doskonały                               | The Smurf Who Could Do No Wrong      |
| 210b 11/7/1987 8722A                                        | Garga ptak atakuje                            | Foul Feather Fiend                   |
| 211a 12/5/1987 8736A                                        | Gargamel na tropie                            | Gargamel’s Quest                     |
| 211b 10/31/1987 8720A                                       | Jednodniowy Papa                              | Papa For a Day                       |
| 212a 10/24/1987 8717B                                       | Wilkosmerf Ważniak                            | I Was A Brainy Weresmurf             |
| 212b 11/14/1987 8727A                                       | Kukiełka Złośnika                             | Snappy’s Puppet                      |
| 213a 10/10/1987 8712A                                       | Rozbitkowie                                   | Castaway Smurfs                      |
| 213b 10/10/1987 8711A                                       | Przyjaciółka Sasetki                          | Sassette’s Bewitching Friendship     |
| 214 10/31/1987 8721A                                        | Moneta ze smerfem                             | To Coin a Smurf                      |
| 215 10/17/1987 8714                                         | Przygoda Peewita                              | Peewit’s Unscrupulous Adventure      |
| 216 11/28/1987 8731A                                        | Maskotka smerfików                            | Smurf Pet                            |

## Seria 8.
| Numer odcinka dane techniczne                               | Tytuł polski                    | Tytuł angielski               |
| ----------------------------------------------------------- | ------------------------------- | ----------------------------- |
| WERSJA POLSKA WYKONANA W LATACH 1993-1994 (W. Drzewicz):    |                                 |                               |
| 217 9/10/1988 8801                                          | Smerfowa Niania                 | The Lost Smurf                |
| 218a 9/17/1988 8804A                                        | Przygoda Trybika                | Clockwork’s Powerplay         |
| 218b 10/22/1988 8814A                                       | Puszek ratuje sytuację          | Smoogle Sings The Blues       |
| 219a 10/22/1988 8813B                                       | Kłopoty Pracusia                | Shutterbug Smurfs             |
| 219b 10/8/1988 8809A                                        | Życie jest smerfne              | It’s A Smurfy Life            |
| 220a 10/8/1988 8810                                         | Niech żyje Ważniak!             | Long Live Brainy              |
| 220b 10/22/1988 8813A                                       | Pies na smerfy                  | Pappy’s Puppy                 |
| 221a 10/29/1988 8816                                        | Opowieści Dziadka               | Stealing Grandpa’s Thunder    |
| 221b 10/15/1988 8811                                        | Zamek zaczarowanych luster      | A Maze of Mirrors             |
| 222 10/8/1988 8809B                                         | W krainie Chciwca               | Land Of Lost And Found        |
| 223 10/15/1988 8812A                                        | Gadający arbuz                  | Memory Melons                 |
| 224 10/1/1988 8807A                                         | Czy bać się Nemezisa?           | Grandpa’s Nemesis             |
| WERSJA POLSKA WYKONANA W LATACH 1996-1999 (M. Wieprzewski): |                                 |                               |
| 225a 10/29/1988 8815                                        | Piórem reportera                | Smurf The Presses             |
| 225b 9/17/1988 8803B                                        | Opiekunowie Smerfusia           | Bungling Babysitters          |
| 226a 9/17/1988 8803A                                        | Współlokator Pasibrzucha        | Bigmouth’s Roommate           |
| 226b 10/15/1988 8812B                                       | Sposób Niani                    | Nanny’s Way                   |
| WERSJA POLSKA WYKONANA W 2010 R. (M. Wieprzewski):          |                                 |                               |
| 227a 9/24/1988 8806A                                        | Lalka Denisy                    | Denisa’s Greedy Doll          |
| 227b 9/24/1988 8805                                         | Don Smerfo i nieproszeni goście | Don Smurfo’s Uninvited Guests |
| 228a 9/17/1988 8804B                                        | Przywódca Ciamajda              | Clumsy in Command             |
| 228b 9/24/1988 8806B                                        | Przyjęcie u Denisy              | Denisa’s Slumber Party        |
| 229 9/10/1988 8802                                          | Archiwa zła                     | Archives of Evil              |
| 230 10/22/1988 8814B                                        | Spacer z nianią                 | A Smurf For Denisa            |
| 231 10/1/1988 8808                                          | Dom dla Niani                   | A House For Nanny             |
| 232 10/1/1988 8807B                                         | Laska Dziadka                   | Grandpa’s Walking Stick       |

## Seria 9.
| Numer odcinka dane techniczne                               | Tytuł polski                 | Tytuł angielski                 |
| ----------------------------------------------------------- | ---------------------------- | ------------------------------- |
| WERSJA POLSKA WYKONANA W LATACH 1996-1999 (M. Wieprzewski): |                              |                                 |
| 233 9/9/1989 8901A                                          | Smerfy zapomniane przez czas | The Smurfs That Time Forgot     |
| 234a 9/9/1989 8901B                                         | Zagubieni w prehistorii      | Lost In Ages                    |
| 234b 9/9/1989 8902                                          | Jaskiniowe smerfy            | Cave Smurfs                     |
| 235a 9/16/1989 8904                                         | Koniczynkowe smerfy          | Shamrock Smurfs                 |
| 235b 9/16/1989 8903A                                        | Drzemka dla urody            | Hogapatra’s Beauty Sleep        |
| 236 9/16/1989 8903B                                         | Najdroższa mumia             | Mummy Dearest                   |
| 237a 10/7/1989 8910                                         | Zielony kciuk Smerfetki      | Smurfette’s Green Thumb         |
| 237b 9/30/1989 8908                                         | Smerfy Trojańskie            | Trojan Smurfs                   |
| 238 9/30/1989 8907B                                         | Smerfia Odyseja              | The Smurf Odyssey               |
| 239a 10/28/1989 8916B                                       | Posągowy Maruda              | The Monumental Grouch           |
| 239b 10/28/1989 8916A                                       | Smerfna pizza Łasucha        | Greedy’s Masterpizza            |
| 240 10/28/1989 8915                                         | Gnomskie wakacje             | Gnoman Holiday                  |
| 239a 11/18/1989 8921B                                       | Małogłowe smerfy             | Small-Minded Smurfs             |
| 239b 10/21/1989 8914                                        | Podniebna niespodzianka      | Sky High Surprise               |
| 240 10/21/1989 8913A                                        | Dżin Ciamajda                | The Clumsy Genie                |
| 242a 12/2/1989 8924B                                        | Smerfo Amoroso               | Hearts ’N’ Smurfs               |
| 242b 10/7/1989 8909A                                        | Ciasteczka horoskopki        | Fortune Cookie                  |
| 243 10/7/1989 8909B                                         | Cesarskie Panda-Monium       | Imperial Panda-Monium           |
| 245a 9/23/1989 8905B                                        | Zgaduj, albo smerfuj         | Like it or Smurf It             |
| 245b 11/18/1989 8922A                                       | Banana za Osiłka             | Bananas Over Hefty              |
| 246 11/18/1989 8922B                                        | Smerfy okrągłego stołu       | Smurfs of the Round Table       |
| 247a 9/30/1989 8907A                                        | Rybka zwana Gapciem          | A Fish Called Snappy            |
| 247b 10/14/1989 8911                                        | Osiłek widzi węża            | Hefty Sees a Serpent            |
| 248 10/14/1989 8912A                                        | Duch Dudziarza               | Phantom Bagpiper                |
| 249a 11/4/1989 8918A                                        | Australijscy kuzyni          | G’day Smoogle                   |
| 249b 9/23/1989 8905A                                        | Ciamajda karateka            | Karate Clumsy                   |
| 250 9/23/1989 8906                                          | Wielki sen Papy Smerfa       | Papa’s Big Snooze               |
| 251a 11/11/1989 8920A                                       | Papa Smerf traci cierpliwość | Papa Lose His Patience          |
| 251b 11/11/1989 8919A                                       | Smerfy olbrzymy              | Big Shot Smurfs                 |
| 252 11/11/1989 8920B                                        | Karmazynowy smerf            | Swashbuckling Smurfs            |
| 253a 11/4/1989 8918B                                        | Dziadkowy zdrój młodości     | Grandpa’s Fountain of Youth     |
| 253b 10/14/1989 8912B                                       | Trzęsiączka tropików         | Jungle Jitterbugs               |
| 254 11/18/1989 8921A                                        | Jajeczna przygoda malarza    | Painter’s Egg-Cellent Adventure |
| WERSJA POLSKA WYKONANA W 2010 R. (M. Wieprzewski):          |                              |                                 |
| 255 12/2/1989 8924A                                         | Złoty nosorożec              | The Golden Rhino                |
| 256a 12/2/1989 8923B                                        | Straszny błąd Ważniaka       | Brainy’s Beastly Boo-Boo        |
| 256b 10/21/1989 8913B                                       | Potworne Smerfy              | Scary Smurfs                    |
| 257a 11/11/1989 8919B                                       | Laluś bez odbicia            | No Reflection On Vanity         |
| 257b 12/2/1989 8923A                                        | Dzikus kukułka               | Wild Goes Cuckoo                |
| 258 11/4/1989 8917                                          | Smerfy i curry               | Curried Smurfs                  |